# فجوة أنيونية

تفاعل الفجوة الأنيونية

الفجوة الأنيونية أو الفجوة الأيونية السالبة هو فرق بين الأيونات الموجبة والسالبة الرئيسية في الدم. يستخدم بشكل أساسي في التفريق بين أنواع الحماض الأيضي.
يتم حساب الفرق الأيوني من خلال حساب الفرق في مجموع تركيز الصوديوم والبوتاسيوم ومجموع الكلوريد والبيكربونات كما يلي:
الفرق الأيوني= ( [Na+]+[K+] ) - ( [Cl-]+[HCO3] )
وفي الإنسان الطبيعي يكون الفرق ما بين 12-8 مليمول/لتر
الفرق الأيوني يمكن أن يكون مرتفع أو يبقى في حالته الطبيعية وفي حالات نادرة جدا يكون منخفض. وبالاعتماد على هذا التقسيم يمكن أن نعرف سبب الحماض الأيضي.
1. الحماض مع زيادة في الفرق الانيوني. يدل على فقدان −HCO3 والتي لم يقوم الجسم بتعويضها بشوارد -Cl وانما بشوارد أخرى مثل مركبات الكيتون والاكتات أو PO43−
من هذه الأسباب
1. بولينا (بولينا أو تبولن الدم هي حالة تسمم الدم بنسبة مرتفعة من اليوريا)
2. الحماض عن طريق اجسام الكيتونLactic acidosis
3. الحماض عن طريق الاكتات Ketoacidosis
2. الحماض مع بقاء الفرق الانيوني غير متغير. وهذا يدل على أن الجسم قام بتعويض فقدان -HCO3 بشوارد -Cl فتبقة معادلة الفرق الايوني ثابتة.
من الأسباب
1. فقدان -HCO3 عن طريق الامعاء (اسهال )
2. فقدان -HCO3 عن طريق الكليتين